# Villers, Vosges
Villers là một xã ở tỉnh Vosges, vùng Grand Est, Pháp. Xã này có diện tích km² dân số năm 1999 là 214 người. Xã này nằm ở khu vực có độ cao trung bình 300 m trên mực nước biển.
Dân địa phương tiếng Pháp gọi là Villerois.

## Hành chính
| Danh sách các xã trưởng                |             |                  |      |         |
| Giai đoạn                              | Giai đoạn   | Tên              | Đảng | Tư cách |
|                                        | Depuis 2001 | Jean-Luc Cousot  |      |         |
|                                        | Avant 2001  | Jean-Paul Maizot |      |         |
| Tất cả các dữ liệu trước đây không rõ. |             |                  |      |         |

## Biến động dân số
| 1962                                         | 1968 | 1975 | 1982 | 1990 | 1999 |
| -------------------------------------------- | ---- | ---- | ---- | ---- | ---- |
| 124                                          | 125  | 118  | 186  | 231  | 214  |
| Số liệu từ năm 1962: Dân số không tính trùng |      |      |      |      |      |